# Блувштейн Олександр Абрамович
Блувштейн Олександр Абрамович (15 травня 1910, Кременчук — 20 жовтня 1984) — радянський військовий, Герой Радянського Союзу (1944). Нагороджений орденом Леніна, двома орденами Червоного Прапора, орденом Вітчизняної війни 1-го ступеня, орденом Червоної Зірки, медалями.

## Біографія
Народився 15 травня 1910 року в місті Кременчук Полтавської області в родині робітника. Єврей. Член КПРС з 1932 року. Освіта неповна середня. Працював на заводі дорожніх машин. У 1932 році призваний до лав Червоної Армії. У 1937 році закінчив військово-політичне училище. Учасник походу в Західну Білорусь у 1939 році.

## Під час війни
У боях німецько-радянської війни з червня 1941 року. У 1943 році закінчив курси воєнкомів.
У жовтні 1943 року радянські війська почали Дніпровську повітряно-десантну операцію. Десантна бригада Блувштейна, була закинута в тил ворога з метою захоплення плацдарму на правому березі річки. Після приземлення група О. Блувштейна вступила в бій з противником біля села Поташня Черкаської області. У цьому бою вони знищили дві легкові та три вантажні автомашини з піхотою. 11 жовтня 1943 десантники відбили п'ять атак противника в Яблунівському лісі, а пізніше — п'ять атак в Таганчанському лісі. З 26 жовтня по 11 листопада 1943 року група О. А. Блувштейна здійснювала нальоти на гарнізони противника, на автотранспорт, підривала мости. За цей період десантники розгромили два ворожих гарнізони у селах Дахнівка та Свидівок Черкаської області. 13 листопада 1943 група Блувштейна оволоділа південно-західною околицею села Свидівок.
З 22 по 25 листопада 1943 майор О. А. Блувштейн і вісім бійців тримали оборону на південно-західній околиці Дубіївки. На правому березі Дніпра батальйон знищив більше тисячі німецьких солдатів і офіцерів, 16 танків, 104 автомашини, 4 мотоцикла, 2 літаки, 4 гармати, 4 кулемета, радіостанцію та захопив трофеї.
Указом Президії Верховної Ради СРСР від 24 квітня 1944 року за високу командирську майстерність, мужність і героїзм, проявлені в боях в тилу ворога гвардії майору Олександру Абрамовичу Блувштейну присвоєно звання Героя Радянського Союзу з врученням ордена Леніна і медалі «Золота Зірка» (№ 2729).
З весни 1944 року Блувштейн був заступником командира з політчастини 300-го гвардійського стрілецького полку. Влітку 1944 року брав участь у Свірсько-Петрозаводської наступальної операції військ Карельського фронту.
У січні 1945 року полк включений у 9-ту гвардійську армію 3-го Українського фронту і брав участь у Віденській і Братиславсько-Брновській наступальних операціях.

## Повоєнні роки
Після закінчення німецько-радянської війни продовжував службу в Радянській Армії, залишаючись замполітом 300-го гвардійського стрілецького (потім парашутно-десантного) полку в Далекосхідному військовому окрузі до 1949 року.
У 1953 році закінчив військово-політичну академію імені В. І. Леніна у Москві. З 1958 року підполковник О. А. Блувштейн — в запасі.
Жив і працював у Києві. Помер 20 жовтня 1984 року.

## Нагороди, пам'ять
Нагороджений орденом Леніна, двома орденами Червоного Прапора, орденом Вітчизняної війни 1-го ступеня, орденом Червоної Зірки, медалями.
На Кременчуцькому заводі дорожніх машин обладнаний стенд про нього. Також у місті Кременчуці на Алеї Героїв, на граніті висічене фото та ім'я Олександра Блувштейна.